# Planodema andrei
Planodema andrei là một loài bọ cánh cứng trong họ Cerambycidae.